# Matilde del Maine
Alice o Isabella d'Angiò (1110 circa – abbazia di Fontevrault, 1154) fu Duchessa di Normandia nel 1120. Dopo il matrimonio assunse il nome di Matilde.

## Origine
Anche se l'arcivescovo, Guglielmo, della città di Tiro, nell'odierno Libano, nel suo Historia rerum in partibus transmarinis gestarum ce la presenta come figlia femmina secondogenita era la figlia femmina primogenita del conte d'Angiò e conte di Tours, conte consorte e poi conte del Maine ed infine reggente del Principato di Antiochia e re consorte del Regno di Gerusalemme, Folco il Giovane, e della contessa del Maine, Eremburga, figlia unica del conte del Maine, Elia I e di Matilde, come riporta nella sua Historia Ecclesiastica, Pars II, Liber IV del monaco e storico medievale, Orderico Vitale, signora di Château-du-Loir, figlia di Gervaso, signore di Château-du-Loir.
Folco il Giovane, come conferma Guglielmo di Tiro, nel suo Historia rerum in partibus transmarinis gestarum e anche secondo la Chronica Albrici Monachi Trium Fontium, era figlio del Conte di Angiò e conte di Tours, Folco IV il Rissoso e, come ci conferma la Chronica de Gestis Consulum Andegavorum, Chroniques d'Anjou, dalla sua ultima moglie Bertrada di Montfort, figlia terzogenita del signore di Montfort, Simone I (1025 circa - 25 settembre 1087), citata per la verità dalla Chronica de Gestis Consulum Andegavorum, Chroniques d'Anjou, come sorella del signore di Montfort, Amalrico (Bertrada era sorellastra di Amalrico II e sorella di Amalrico III) e della sua terza moglie, Agnese d'Évreux.
 Alice era sorella di Goffredo il Bello, capostipite dei Plantageneti.

## Biografia
I rapporti tra suo padre, Folco il Giovane ed il duca di Normandia e re d'Inghilterra, Enrico I Beauclerc, che cercava di rientrare in possesso del Maine, che suo fratello, Roberto II di Normandia aveva perso, nel 1069, furono tesi, fino a che fu trovata una soluzione diplomatica: secondo Orderico Vitale, nel febbraio 1113, nella località di Petra Peculata, vicino ad Alençon, suo padre, Folco ricevette la contea del Maine da Enrico, gli giurò fedeltà e fu concordato il matrimonio tra Guglielmo Adelin, erede di Enrico I e Alice, la sua primogenita, con l'accordo che Alice, alla morte della madre Eremburga, avrebbe ereditato la contea del Maine. Invece secondo il Florentii Wigorniensis Monachi Chronicon, Tomus II, l'accordo fu trovato all'inizio del 1119.
Il matrimonio tra Alice, di circa dodici anni (secondo Orderico Vitale), che, al momento del matrimonio, assunse il nome di Matilde, con Guglielmo, l'unico legittimo figlio maschio ed erede di Enrico I Beauclerc ebbe luogo a Lisieux, nel giugno del 1119 e, sempre secondo Orderico Vitale, il matrimonio fu immediatamente consumato.
Nel 1120, il marito, Guglielmo Adelin, rese omaggio al re di Francia, Luigi VI, per il ducato di Normandia, che gli venne riconosciuto.

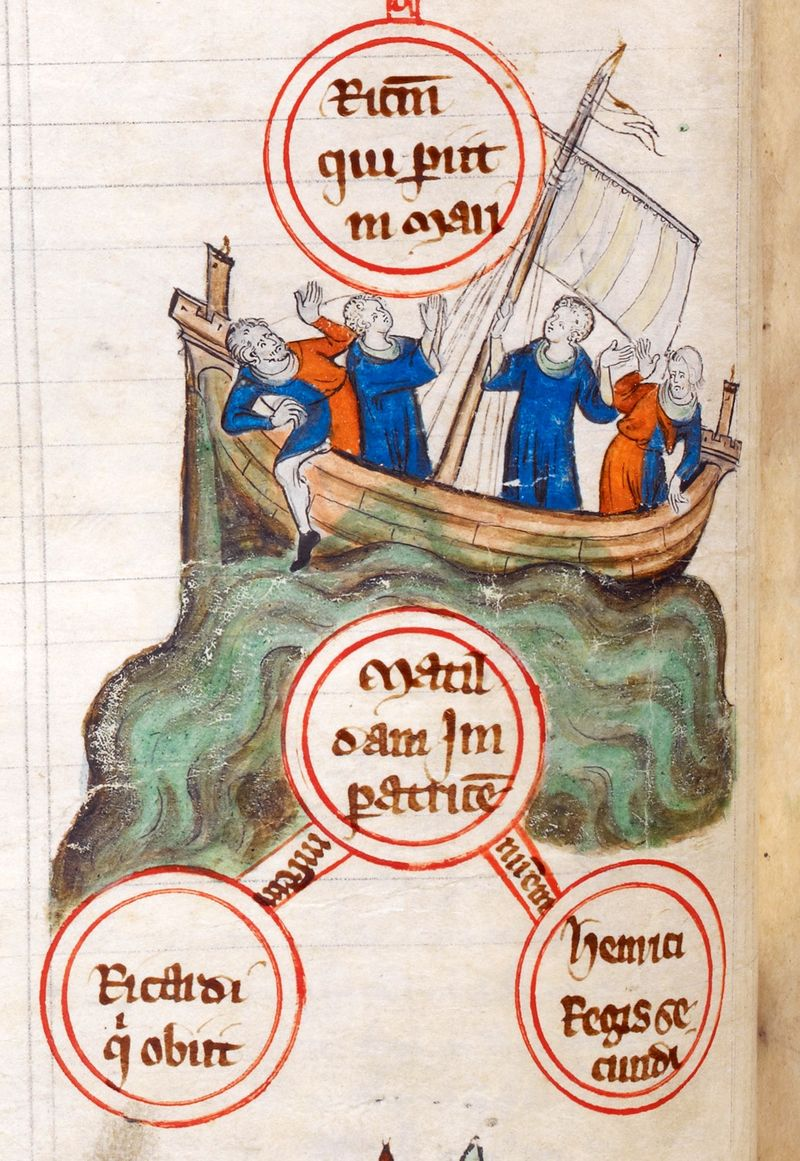
l naufragio della Nave Bianca - Novembre 1120.

Purtroppo il marito, Guglielmo perì, il 25 novembre 1120, al largo della costa normanna del Cotentin, nel naufragio notturno, a causa dell'urto contro uno scoglio affiorante della Nave Bianca, come ci narra Guglielmo di Malmesbury, nel paragrafo 419, con circa trecento persone a bordo, tra le quali un centinaio di nobili importanti. Tra le vittime, oltre a Guglielmo c'erano anche due figli illegittimi di Enrico I, Riccardo e Matilda, oltre ad una nipote, sempre di Enrico I, la figlia di sua sorella Adele, Lucia-Mahaut di Blois.
La morte dell'unico figlio legittimo maschio, ed unico erede legittimo al trono d'Inghilterra, Guglielmo Adelin, mentre attraversava la Manica, assieme alla corte e ad un gran numero di nobili, per fare ritorno in Inghilterra, oltre a creare un grave problema ad Enrico I, per la propria successione, peggiorò anche i rapporti tra Angiò e Normandia, per via del Maine, che, secondo Guglielmo di Malmesbury, riaprì il contenzioso tra Folco il Giovane ed Enrico I, circa la dote di Matilde (Alice), la contea del Maine, come accenna Guglielmo di Malmesbury, nel paragrafo 419.
Nella questione intervenne anche il prozio di Matilde (Alice), il Conte di Évreux e signore di Montfort, Amalrico III, che secondo il cronista Orderico Vitale, tra il 1122 ed il 1123, combinò il fidanzamento e tra sua sorella, la secondogenita, Sibilla e Guglielmo Cliton, nipote del re d'Inghilterra, Enrico I, quando Sibilla era ancora una bambina di circa dieci anni; la dote di Sibilla consisteva nella contea del Maine; ma Enrico I si opponeva, in quanto Guglielmo Cliton, che era l'unico figlio legittimo del duca di Normandia, Roberto il Corto o Cosciacorta e di Sibilla di Conversano, era pretendente del ducato di Normandia, che lo zio Enrico I aveva sottratto a suo padre, Roberto, che continuava a tenere in prigione. Nel 1123, comunque, Sibilla sposò Guglielmo Cliton, che divenne erede della contea del Maine.
Enrico I, spendendo una notevole quantità d'oro e d'argento, nel 1124, riuscì a dimostrare la consanguineità tra Guglielmo e Sibilla e in agosto, il matrimonio tra Guglielmo e Sibilla venne annullato da Papa Callisto II, su pressione di Enrico I. Guglielmo Cliton, secondo la Bolla papale n° 507 del 26 agosto 1124, che lo minacciava di interdetto, dovette lasciare le contee d'Angiò e del Maine e, nel 1127, divenne Conte delle Fiandre, ma morì l'anno seguente, all'assedio di Alost.
Circa dieci anni dopo essere rimasta vedova, secondo Orderico Vitale, Matilde (Alice) si ritirò nell'Abbazia di Fontevrault, dove prese i voti (secondo un documento del Grand Cartulaire de Fontevraud, Tome I, del 2 febbraio 1129, il cugino, Conan III il Grosso (ca. 1095–17 settembre 1148) – duca di Bretagna, conte di Rennes e conte di Nantes, fece una donazione all'abbazia di Fontevraud, facendo riferimento alla presenza della sua parente Matilda, monaca in monastero), dove, verso il 1150, fu eletta badessa; il documento n° XLIV del Recueil des actes de Henri II roi d´Angleterre et duc de Normandie, Tome I. conferma una donazione del Duca di Normandia, Enrico II, che, sua zia, Matilde, nel 1152 circa, controfirmò.
Matilde morì inel 1154, nell'abbazia di Fontevraud, dove fu inumata.

## Figli
Matilde (Alice) a Guglielmo non diede alcun figlio.

## Ascendenza
|                            |                                            |                                                       | Genitori                                    |  |  | Nonni |  |  | Bisnonni                       |  |  | Trisnonni                        |  |
|                            |                                            |                                                       |                                             |  |  |       |  |  | Goffredo II, Conte di Gâtinais |  |  | Ugo di Perche, Conte di Gâtinais |  |
|                            |                                            |                                                       |                                             |  |  |       |  |  | Goffredo II, Conte di Gâtinais |  |  | Ugo di Perche, Conte di Gâtinais |  |
|                            |                                            | Beatrice Macon                                        |                                             |  |  |       |  |  | Goffredo II, Conte di Gâtinais |  |  |                                  |  |
| Folco IV d'Angiò           |                                            |                                                       |                                             |  |  |       |  |  | Goffredo II, Conte di Gâtinais |  |  |                                  |  |
|                            |                                            | Ermengarda detta Bianca d'Angiò, Duchessa di Borgogna | Folco III Nerra o "il Nero"                 |  |  |       |  |  |                                |  |  |                                  |  |
|                            |                                            | Ermengarda detta Bianca d'Angiò, Duchessa di Borgogna | Folco III Nerra o "il Nero"                 |  |  |       |  |  |                                |  |  |                                  |  |
|                            |                                            | Ermengarda detta Bianca d'Angiò, Duchessa di Borgogna | Ildegarda di Sundgau                        |  |  |       |  |  |                                |  |  |                                  |  |
| Folco V d'Angiò            |                                            | Ermengarda detta Bianca d'Angiò, Duchessa di Borgogna |                                             |  |  |       |  |  |                                |  |  |                                  |  |
|                            |                                            | Simone I di Montfort                                  | Amalrico I di Montfort                      |  |  |       |  |  |                                |  |  |                                  |  |
|                            |                                            | Simone I di Montfort                                  | Amalrico I di Montfort                      |  |  |       |  |  |                                |  |  |                                  |  |
|                            |                                            | Simone I di Montfort                                  | Bertrada di Gometz                          |  |  |       |  |  |                                |  |  |                                  |  |
| Bertrada di Montfort       |                                            | Simone I di Montfort                                  |                                             |  |  |       |  |  |                                |  |  |                                  |  |
|                            |                                            | Agnese d'Evreux                                       | Riccardo, conte d'Évreux                    |  |  |       |  |  |                                |  |  |                                  |  |
|                            |                                            | Agnese d'Evreux                                       | Riccardo, conte d'Évreux                    |  |  |       |  |  |                                |  |  |                                  |  |
|                            |                                            | Agnese d'Evreux                                       | Godehilde                                   |  |  |       |  |  |                                |  |  |                                  |  |
| Matilde del Maine          |                                            | Agnese d'Evreux                                       |                                             |  |  |       |  |  |                                |  |  |                                  |  |
|                            | Giovanni di Baugency, Signore de la Flèche | Lancelin I de Baugency, Signore de la Flèche          |                                             |  |  |       |  |  |                                |  |  |                                  |  |
|                            | Giovanni di Baugency, Signore de la Flèche | Lancelin I de Baugency, Signore de la Flèche          |                                             |  |  |       |  |  |                                |  |  |                                  |  |
|                            | Giovanni di Baugency, Signore de la Flèche | Haberge (possibile)                                   |                                             |  |  |       |  |  |                                |  |  |                                  |  |
| Elia I del Maine           | Giovanni di Baugency, Signore de la Flèche |                                                       |                                             |  |  |       |  |  |                                |  |  |                                  |  |
|                            |                                            | Paule del Maine                                       | Eriberto I del Maine                        |  |  |       |  |  |                                |  |  |                                  |  |
|                            |                                            | Paule del Maine                                       | Eriberto I del Maine                        |  |  |       |  |  |                                |  |  |                                  |  |
|                            |                                            | Paule del Maine                                       | Paule de Preuilly (possibile)               |  |  |       |  |  |                                |  |  |                                  |  |
| Eremburga del Maine        |                                            | Paule del Maine                                       |                                             |  |  |       |  |  |                                |  |  |                                  |  |
|                            |                                            | Gervais II, Signore di Château-du-Loir                | Robert Brochard, Signore di Château-du-Loir |  |  |       |  |  |                                |  |  |                                  |  |
|                            |                                            | Gervais II, Signore di Château-du-Loir                | Robert Brochard, Signore di Château-du-Loir |  |  |       |  |  |                                |  |  |                                  |  |
|                            |                                            | Gervais II, Signore di Château-du-Loir                | Elisabeth                                   |  |  |       |  |  |                                |  |  |                                  |  |
| Matilda di Château-du-Loir |                                            | Gervais II, Signore di Château-du-Loir                |                                             |  |  |       |  |  |                                |  |  |                                  |  |
|                            |                                            | Eremburga                                             | …                                           |  |  |       |  |  |                                |  |  |                                  |  |
|                            |                                            | Eremburga                                             | …                                           |  |  |       |  |  |                                |  |  |                                  |  |
|                            |                                            | Eremburga                                             | Mathilde                                    |  |  |       |  |  |                                |  |  |                                  |  |
|                            |                                            | Eremburga                                             |                                             |  |  |       |  |  |                                |  |  |                                  |  |

### Fonti primarie
- (LA)  Orderici Vitalis, Historia Ecclesiastica, tomus II.
- (LA)  Orderici Vitalis, Historia Ecclesiastica, tomus unicus.
- (LA)  Monumenta Germaniae Historica, Scriptores, tomus XXIII.
- (LA)  Chronica de Gesta Consulum Andegavorum, Chroniques d'Anjou.
- (LA)  Historia Rerum in partibus transmarinis gestarum.
- (LA)  Guglielmo di Malmesbury, Gesta Regum Anglorum.
- (LA)  Bullaire du Pape Calixte II 1119-1124.
- (LA)  Florentii Wigorniensis Monachi Chronicon, Tomus II, Continuatio.
- (LA)  Recueil des actes de Henri II roi d´Angleterre et duc de Normandie, Tome I.

### Letteratura storiografica
- Charles Lethbridge Kingsford, "Il regno di Gerusalemme, 1099-1291", cap. XXI, vol. IV (La riforma della chiesa e la lotta fra papi e imperatori) della Storia del Mondo Medievale, 1999, pp. 757–782
- Louis Alphen, "La Francia: Luigi VI e Luigi VII (1108-1180)", cap. XVII, vol. V (Il trionfo del papato e lo sviluppo comunale) della Storia del mondo medievale, 1999, pp. 705–739
- William John Corbett, "Inghilterra, 1087-1154", cap. II, vol. VI (Declino dell'impero e del papato e sviluppo degli stati nazionali) della Storia del Mondo Medievale, 1999, pp. 56–98.